# Elektrisk skateboard

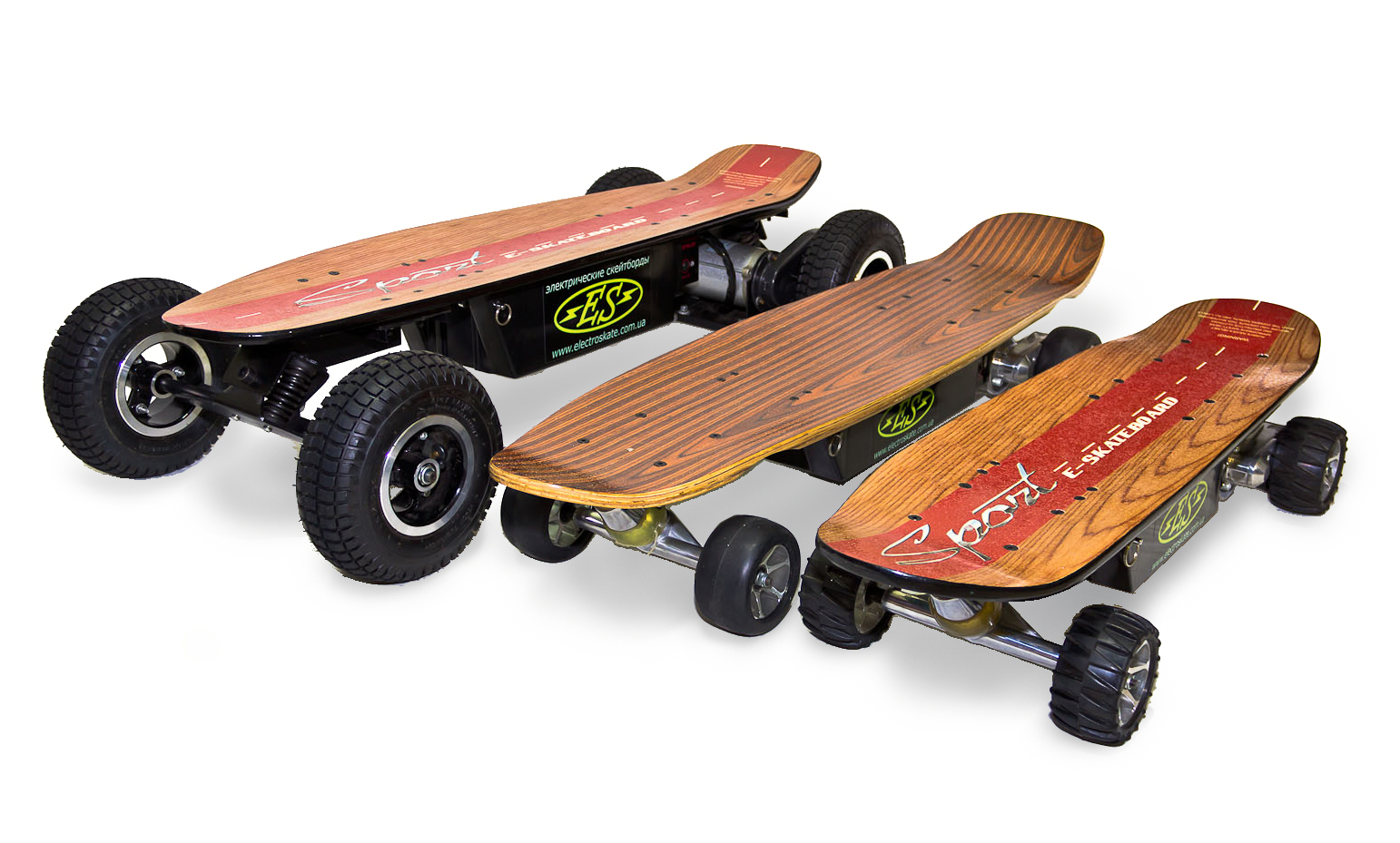
Elskateboard i olika storlekar

Elektrisk skateboard, elskateboard, är en modifierad skateboard som drivs av en motor med ett kraftfullt batteri som strömkälla. Det finns två olika typer av motordrift, utomstående som driver hjulen med hjälp av en rem, samt hub-motor, där är motorn inbyggd i skateboardens hjul. Budgetmodellerna har oftast bara en motor medan de dyrare varianterna har avsevärt högre prestanda och oftast dubbla motorer. Motorerna i sin tur drivs av antingen lipo4, litiumjonbatteri eller blybatteri, där den vanligaste varianten är litiumjonbatteri. 
En elskateboard styrs via en trådlös fjärrkontroll, med denna kan man reglera hastigheten, växla mellan framåt- och bakåtdrift och se batterinivå. I vissa fall finns även extrafunktioner så som led-lampa.
Utseendemässigt kan de variera en del, men den vanligaste modellen liknar mer en longboard än vad den liknar en traditionell skateboard som man kan göra trick med.
Det finns många olika typer av modeller och märken. Därför är det inte ovanligt att prestandan varierar beroende på vilken typ av motor och batteri som använts vid byggnation. Räckvidden varierar kraftigt mellan 15 och 50 km per laddning och topphastighet ligger vanligtvis mellan 15 och 45 km/h. I dagsläget går elektrisk skateboard under samma regelverk som transportstyrelsen har för elcyklar, det vill säga obligatoriskt för drift är: ringklocka, lampa, reflexer och en hastighet på max 20 km/h.
Elektriska skateboards har oftast en s.k. IP-kodklassning. IP-kod (International protection rating eller Ingress protection rating) är en IEC-standard för att klassificera och betygsätta graden av skydd mot intrång (kroppsdelar som händer och fingrar), damm, oavsiktlig kontakt och vatten genom mekaniska höljen och elektriska höljen.